# Callogorgia ramosa
Callogorgia ramosa is een zachte koraalsoort uit de familie Primnoidae. De koraalsoort komt uit het geslacht Callogorgia. Callogorgia ramosa werd in 1908 voor het eerst wetenschappelijk beschreven door Kükenthal & Gorzawsky. 